# Blanche Nash
Blanche Emily Maynard Nash (* 30. Juli 1902 in Kapstadt; † 19. Juni 1964 ebenda) war eine südafrikanische Schwimmerin.

## Karriere
Nash qualifizierte sich 1920 als Meisterin der Provinz Westkap über 100 Yards Freistil für die Olympischen Spiele in Antwerpen. Hier trat die Südafrikanerin als erste weibliche Teilnehmerin und nationale Rekordhalterin über 50 Yards Freistil in den Wettbewerben über 100 m und 300 m Freistil an – sie schied jeweils im Vorlauf aus und verpasste somit die Finalqualifikation. 1921 siegte sie erneut im Wettkampf der Provinz Westkap über 100 Yards Freistil.